# 元谦 (武昌王)
元谦（？—528年），字思义，北魏宗室，魏道武帝之子拓跋曜玄孙，武昌王拓跋提的曾孙，武昌王拓跋平原的孙子，武昌王元和的儿子。
元和起先出家为僧，由弟弟元鉴袭爵。元鉴死后，元和又夺得武昌王爵位。元和卒，元谦袭爵武昌王，担任前军将军、征蛮都督。建义元年（528年），河阴之变，元谦遇害。被追赠散骑常侍、征东大将军、仪同三司、相州刺史。其子元棽袭封武昌王。北齐受禅，爵位按例降封。